# San Pietro in Montorio
De San Pietro in Montorio is een kerk op de heuvel Janiculum in de wijk Trastevere in Rome. San Pietro in Montorio is een titelkerk, titelkardinaal is James Francis Stafford. De kerk is opgedragen aan Petrus, een van de twaalf apostelen.
De heuvel Janiculum werd traditioneel in Rome gebruikt voor kruisigingen. Petrus werd hier ook gekruisigd. In de 9e eeuw was er zeker een klooster op de locatie, een klooster waar doorheen de tijd benedictijnen, celestijnen, ambrosianen en benedictijnenzusters huisden. In 1472 werden de vervallen gebouwen door paus Sixtus IV, Della Rovere, aan de amedeanen, een scheurorde van franciscanen ter beschikking gesteld. Zij herbouwen vanaf 1481 kerk en klooster. De pauselijke steun brengt ook kapitaal aan van Lodewijk XI van Frankrijk, en van het echtpaar Ferdinand II van Aragon en Isabella I van Castilië. In 1500 wordt de kerk ingewijd door paus Alexander VI, ook gekend als Roderic Llançol i Borja.
Op een binnenplein tussen kerk en klooster bevindt zich het Tempietto van San Pietro in Montorio, een beroemd bouwwerk van architect Donato Bramante.
De kerk zelf werd ontworpen door Baccio Pontelli. De kerk heeft een rijkelijk interieur, met werk van Sebastiano del Piombo, Niccolò Circignani, Baldassare Peruzzi, Giorgio Vasari, Bartolomeo Ammanati en Gian Lorenzo Bernini.
De transfiguratie van Rafaël bevond zich boven het hoofdaltaar, totdat het in 1797 werd meegenomen door de Franse troepen van Napoleon Bonaparte. Na teruggave in 1816 werd het opgenomen in de collectie van de Vaticaanse Pinacotheek.

## Titelkerk
- Maffeo Barberini (1607-1610) (werd later Paus Urbanus VIII)
- Giovanni Doria (1624-1642)
- Camillo Astalli (1650-1663)
- Rudolf van Oostenrijk (1819-1831)
- Enrique Almaraz y Santos (1911-1922)
- Aloísio Lorscheider (1976-2007)
- James Francis Stafford (2008-heden)